# Bellville (Teksas)
Bellville je grad u američkoj saveznoj državi Teksas. Prema popisu stanovništva iz 2010. u njemu je živjelo 4.097 stanovnika.